# فیگرلا دل کامپ
فیگرلا دل کامپ (به اسپانیایی: Figuerola del Camp) یک شهرستان در اسپانیا است که در استان تاراگونا واقع شده‌است.